# Alfred Ducat

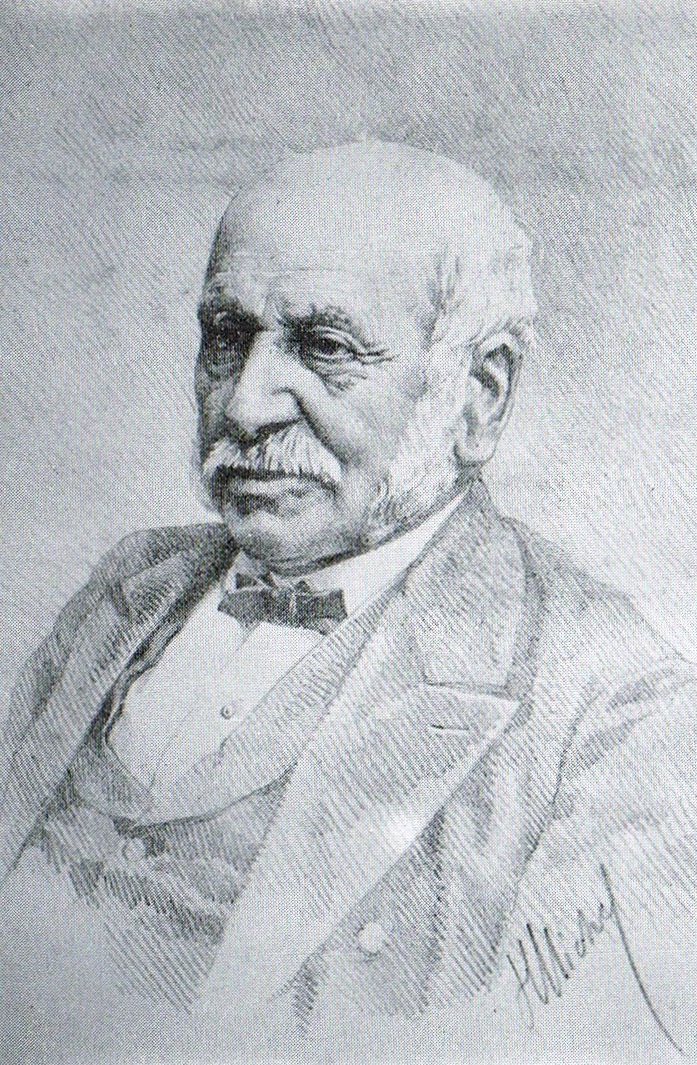
Alfred Ducat, Zeichnung von Henri Michel

Ferréol-François Alfred Just Ducat (* 27. April 1827 in Besançon; † 19. März 1898 ebenda) war ein französischer Architekt.

## Leben
Ducat wurde in Besançon als Sohn des Hutmachers und Händlers Jean Joseph Désiré Ducat und dessen Frau Sophie Joséphine Clémence, geb. Marmet geboren. Er besuchte das Lycée principal (heute Collège Victor-Hugo) in Besançon und studierte Architektur und Zeichnen an der École de dessin, peinture et sculpture in Besançon sowie von 1847 bis 1850 an der École nationale supérieure des beaux-arts in Paris, wobei seine Studien durch die Revolution von 1848 unterbrochen wurden. Ab 1855 war er als Departementsarchitekt angestellt. Später arbeitete er als selbständiger Staatsbaumeister (architecte de l’État). 1879 wurde er zum Konservator des Archäologischen Museums ernannt.
1873 wurde Ducat in die Académie des sciences, belles-lettres et arts de Besançon et de Franche-Comté gewählt und später deren Präsident. Zugleich war er Präsident der Société d'émulation du Doubs. 
Zu seinen Werken gehören Bahnhofsbauten in Dole, Auxonne und Besançon. Er restaurierte Kirchen in Avrigney-Virey, Saint-Maurice in Salins und in Bouverans sowie die Klöster Cléron, Bersaillin und Deschaux. Sein Hauptwerk ist jedoch der Neubau der Basilika St-Ferjeux im Stadtteil Saint-Ferjeux-Rosemont von Besançon, die in den Jahren 1884 bis 1901 vollendet wurde. Den Abschluss der Arbeiten erlebte er selbst nicht mehr.

## Werk (Auswahl)
- Auxonne, Bahnhof

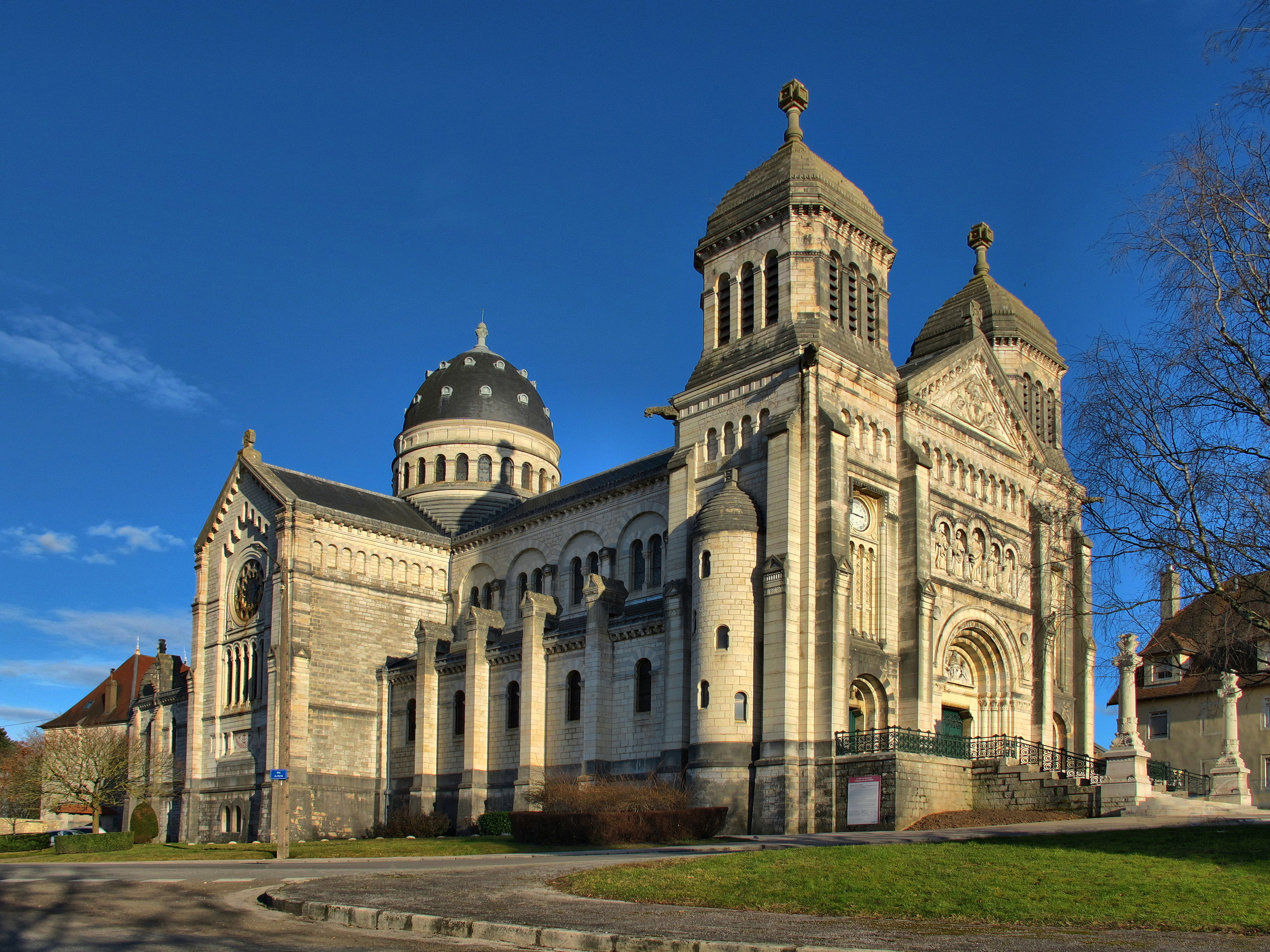
Basilika St-Ferjeux

- Besançon, Bahnhof Viotte (1855, altes Empfangsgebäude, 1943 zerstört)
- Besançon, Bahnhof Besançon-Mouillère (1884)
- Besançon, Basilika St-Ferjeux (1884–1898)
- Besançon, Grand Hôtel des Bains (4 Avenue Sadi Carnot, 1891–1894)
- Dole, Bahnhof Dole-Ville
- Jouhe bei Dole, Pilgerheiligtum Notre-Dame de Mont-Roland

## Ehrungen
Seine Heimatstadt Besançon benannte 1928 im Stadtteil Saint-Ferjeux eine Straße nach Ducat.